# Серија Б Италије у рагбију
Серија Б Италије у рагбију (итал. Serie B (rugby a 15)) је трећи ранг рагби 15 такмичења за клубове из Италије.

## О такмичењу
48 рагби клубова подељени су у четири групе. Клубови имају прилику да се пласирају у виши ранг италијанског клупског рагбија. 

## Учесници
Група 1
- Алферо
- Капотела
- Бјела
- Торино
- Милано
- Лесо
- Монферато
- Коголето
- Пјаћенца
- Ровато
- Сондрио
- Торино

Група 2
- Парма
- Болоња
- Перуђа
- Модена
- Парма
- Верона
- Парма
- Болоња
- Романа
- Фиорентина
- Ливорно
- Витербо
- Јеси
- Арезо

Група 3
- Бергамо
- Сајимани
- Падова
- Фелтре
- Одерзо
- Мирано
- Моглијано
- Петрарка
- Паесе
- Роса
- Виладосе
- Вилорба

Група 4
- Катанија
- Месина
- Авезано
- Капитолина
- Сивитавећија
- Солеферо
- Хелијантиде
- Наполи
- Паганика
- Партенопе
- Рома
- Памфил